# The Little Rowdy
The Little Rowdy è un film muto del 1919 diretto da Harry Beaumont.

## Produzione
Il film fu prodotto dalla Triangle Film Corporation.

## Distribuzione
Distribuito dalla Triangle Distributing, il film uscì nelle sale statunitensi il 27 aprile 1919.
Non si conoscono copie ancora esistenti della pellicola che viene considerata presumibilmente perduta.